# 1450er
Portal Geschichte | Portal Biografien | Aktuelle Ereignisse | Jahreskalender | Tagesartikel

◄ |
14. Jh. |
15. Jahrhundert
| 16. Jh. | ►

◄ |
1420er |
1430er |
1440er |
1450er
| 1460er | 1470er | 1480er | ►

1450 |
1451 |
1452 |
1453 |
1454 |
1455 |
1456 |
1457 |
1458 |
1459

## Ereignisse
- 1453: Der Hundertjährige Krieg zwischen England und Frankreich endet mit der Schlacht bei Castillon.
- Eroberung von Konstantinopel (1453): Konstantinopel (heute Istanbul) wird am 29. Mai von den Osmanen unter Sultan Mehmed II. erobert. Dies gilt als endgültiges Ende des Byzantinischen Reiches oder Oströmischen Reiches, obwohl die Halbinsel Peloponnes noch bis 1460 und das Kaiserreich Trapezunt bis 1461 noch unter griechischer Herrschaft verbleiben. Konstantinopel wird neue Hauptstadt des Osmanischen Reiches. Die Hagia Sophia wird zur Moschee und ist seitdem nicht nur architektonisches Vorbild aller orthodoxen Kirchen, sondern auch aller türkischen Moscheen.
- 1455: Johannes Gutenberg druckt die Gutenberg-Bibel.
- 1459: Serbien wird Teil des osmanischen Reiches.